# Sesia apiformis
Sesia apiformis là một loài bướm đêm bắt chước tự nhiên loài ong bầu vàng. Loài này dễ bị nhầm lẫn với ong bầu vàng và loài bướm đêm ong bầu vàng mặt trăng. 
Có một lứa một năm. Con bướm bay từ giữa tháng 6 đến tháng 7 và đôi khi đầu tháng 8. Đây là loài bản địa châu Âu và Trung Đông và đã được du nhập vào Bắc Mỹ. Màu sắc bảo vệ của nó là một ví dụ về sự bắt chước kiểu Bates, vì sự tương tự của nó với một con ong bắp cày khiến nó không hấp dẫn đối với những kẻ săn mồi. Loài sâu bướm sừng có liên quan đến những cây dương lớn Populus tremula và Populus nigra cũng như Salix caprea trên khắp châu Âu vì ấu trùng của chúng chui vào thân cây trước khi chui ra khỏi cây khi trưởng thành.